# Berufung (Recht)
Die Berufung, auch Appellation, ist ein Rechtsmittel gegen ein Urteil der ersten Instanz. Sie steht in der Regel zwischen dem erstinstanzlichen Urteil und einer möglichen Revision, kann aber auch unter bestimmten Voraussetzungen je nach Prozessordnung übersprungen werden. Mit der Berufung können sowohl rechtliche als unter Umständen auch tatsachenbezogene Rügen verfolgt und neue Tatsachen und Beweise angeführt werden. Das Berufungsverfahren kann also einen dualistischen Charakter haben, es ist dann sowohl ein Rechtsbehelfs- als auch ein Erkenntnisverfahren.

## Deutschland
Die Berufung ist ein Rechtsmittel zur Überprüfung eines Gerichtsurteils durch ein übergeordnetes Gericht. Die Berufung unterscheidet sich hierbei von der Revision dadurch, dass das Ausgangsurteil nicht nur in rechtlicher, sondern auch in tatsächlicher Hinsicht überprüft wird, das Berufungsgericht also gegebenenfalls eine Beweisaufnahme wiederholen und eigene Tatsachenfeststellungen treffen muss.
Eine Berufung kann trotzdem in zulässiger Weise von den anfechtungsberechtigten Beteiligten auch auf die Rechtsfolgen beschränkt werden (→ Dispositionsmaxime). Das Berufungsgericht kann dies von sich aus jedoch nicht.
Das erstinstanzliche Urteil kann nur innerhalb einer bestimmten Frist und Form mit der Berufung angegriffen werden. Auch für die von der Berufungseinlegung zu unterscheidende Berufungsbegründung gelten Frist- und Formvorschriften. Wird keine Berufung eingelegt, wird die Ausgangsentscheidung rechtskräftig und ist damit einer späteren Überprüfung entzogen, selbst wenn sie fehlerhaft sein sollte. Eine Ausnahme hierzu stellt das Wiederaufnahmeverfahren dar. Die Berufungsfrist nach den deutschen Prozessordnungen beträgt grundsätzlich einen Monat (etwa: § 517 ZPO), in Strafsachen eine Woche (§ 314 StPO).

### Zivilsachen
Im Zivilprozess gibt es das Rechtsmittel der Berufung gegen Endurteile der Amtsgerichte und der in erster Instanz tätig gewordenen Landgerichte. Das Urteil kann in rechtlicher und tatsächlicher Hinsicht zur Überprüfung gestellt werden, allerdings kann neues Vorbringen (also das Präsentieren neuer Beweismittel) nicht berücksichtigt werden, wenn es in erster Instanz bereits hätte vorgebracht werden können (Präklusion). Das Berufungsgericht muss nicht in allen Fällen eine Beweisaufnahme durchführen.
Die Berufung kann somit nur darauf gestützt werden, dass die angefochtene Entscheidung auf einer Rechtsverletzung beruht oder dass zu berücksichtigende neue Tatsachen eine andere Entscheidung rechtfertigen (§ 513 Abs. 1 ZPO). Neue Tatsachen, also solche, die das erstinstanzliche Gericht nicht berücksichtigen durfte oder konnte, sind im Berufungsverfahren dann nur noch eingeschränkt und unter besonderen Voraussetzungen (Novenrecht) zulässig.
Eine Anschlussberufung, also ein eigener Berufungsantrag der Gegenpartei, ist zulässig.
Das Berufungsgericht überprüft ein Urteil inhaltlich nur dann, wenn die Berufung dagegen statthaft und zulässig ist. Statthaft ist eine Berufung gegen die meisten Urteile der ersten Instanz. Zulässig ist sie, wenn der Wert des Beschwerdegegenstandes (= die Berufungssumme) 600 Euro übersteigt oder wenn das Ausgangsgericht sie zugelassen hat (§ 511 Abs. 2 ZPO). Die Berufungssumme kann maximal so hoch sein wie die in der ersten Instanz erlittene Beschwer. Liegt die Beschwer bei höchstens 600 Euro, ist eine Berufung nicht zulässig.
Als Berufungsgericht überprüft das Landgericht die Urteile des Amtsgerichts in Zivilsachen (§ 72 GVG), das Oberlandesgericht die erstinstanzlichen Urteile des Landgerichts (§ 119 GVG). Bei beiden Gerichten besteht für die Durchführung der Berufung nach § 78 ZPO Anwaltszwang.
Spruchkörper in Zivilsachen sind bei den Landgerichten die Zivilkammern und bei den Oberlandesgerichten die Zivilsenate.
In Patentnichtigkeitssachen und Zwangslizenzsachen kann Berufung seit 1877 gegen die erstinstanzliche Entscheidung bis 1961 des Patentamts, seither des Bundespatentgerichts eingelegt werden. Sie folgt eigenen Regeln und nicht der Zivilprozessordnung. Berufungsgericht war zunächst das Reichsoberhandelsgericht, danach das Reichsgericht. Seit 1950 ist der Bundesgerichtshof Berufungsgericht. In der DDR ging die Berufung vom Amt für Erfindungs- und Patentwesen (AfEP) zum Obersten Gericht.
Das Berufungsgericht entscheidet entweder durch einen Zurückweisungsbeschluss, wenn die Kammer einstimmig die Berufung für offensichtlich unbegründet hält, die Sache auch keine grundsätzliche Bedeutung hat und die Sicherung einer einheitlichen Rechtsprechung nicht erforderlich ist (§ 522 ZPO). Nur für Streitwerte über 20.000 Euro ist dann noch die Nichtzulassungsbeschwerde eröffnet.
Ist das nicht der Fall, entscheidet das Berufungsgericht aufgrund mündlicher Verhandlung durch Urteil (§ 523 ZPO). 

### Strafsachen
In Strafsachen gibt es gem. § 312 StPO Berufungen nur gegen Urteile des Amtsgerichts (Gesetzeswortlaut: „gegen Urteile des Strafrichters und der Schöffengerichte“). Über derartige Berufungen entscheidet das Landgericht (§ 74 Abs. 3 GVG). Zuständig ist die Kleine Strafkammer, die mit einem Berufsrichter und zwei Schöffen besetzt ist (§ 76 GVG).
Gegen Urteile des Landgerichts oder des Oberlandesgerichts gibt es keine Berufung, sondern nur die Revision, über die nach § 135 GVG der Bundesgerichtshof entscheidet, sofern nicht nach § 121 Abs. 1 Nr. 1. GVG für Urteile des Landgerichts das Oberlandesgericht zuständig ist, weil sich die Revision ausschließlich auf die Verletzung einer in den Landesgesetzen enthaltenen Rechtsnorm stützt.
Eine Besonderheit stellt die Annahmeberufung gemäß § 313 StPO dar. Bei Verurteilungen zu einer Geldstrafe von nicht mehr als fünfzehn Tagessätzen, bei einer Verwarnung mit einem Strafvorbehalt von nicht mehr als 15 Tagessätzen, bei einer Verurteilung zu einer Geldbuße oder bei Freispruch oder Einstellung in Fällen, in denen die Staatsanwaltschaft nicht mehr als 30 Tagessätze gefordert hatte, ist die Berufung nur zulässig, wenn sie durch das Berufungsgericht angenommen wird. Die Berufung wird angenommen, wenn sie nicht offensichtlich unbegründet ist. Ansonsten wird sie als unzulässig verworfen. Von der Annahmeberufung unberührt bleibt die Möglichkeit der Sprungrevision. Diese ist immer möglich, wohingegen eine abgelehnte Annahmeberufung nicht anfechtbar ist.
Der Angeklagte kann sich in der Berufung durch einen mit einer schriftlichen Vertretungsvollmacht versehenen Verteidiger vertreten lassen (§ 329 Abs. 1 StPO).

### Arbeitssachen
Gegen Urteile des Arbeitsgerichts ist die Berufung zum Landesarbeitsgericht möglich. Der Spruchkörper ist genauso besetzt wie bei den Arbeitsgerichten (ein Berufsrichter als Vorsitzender, zwei ehrenamtliche Richter). In den meisten Bundesländern ist mindestens ein Landesarbeitsgericht eingerichtet, in Bayern sind es zwei, in Nordrhein-Westfalen drei. Berlin und Brandenburg haben ein gemeinsames Landesarbeitsgericht.

### Verwaltungs- und öffentlich-rechtliche Sachen
Bei öffentlich-rechtlichen Sachen bedarf die Berufung der Zulassung. Die erste Instanz muss sie zulassen, wenn die Sache bisher nicht (einheitlich) entschieden wurde und daher grundsätzliche Bedeutung hat oder die Entscheidung von der bisherigen Rechtsprechung höherinstanzlicher Gerichte abweicht. Im Übrigen muss die Berufung auf Antrag von der zweiten Instanz zugelassen werden, wenn die Voraussetzungen des § 124 VwGO erfüllt sind.
Anschlussberufung ist zulässig.
Ist die Berufung ausgeschlossen, ist eine Revision möglich.
Berufungsgericht im Verwaltungsstreitverfahren ist das Oberverwaltungsgericht bzw. der Verwaltungsgerichtshof in Baden-Württemberg, Bayern und Hessen.

### Sozialsachen
Im Sozialgerichtsprozess findet die Berufung gegen Urteile und Gerichtsbescheide statt.
Einer Zulassung bedarf die Berufung ausnahmsweise, wenn nicht mehr als 750 € im Streit stehen (bei Erstattungsstreitigkeiten zwischen Behörden: 10.000 €, § 144 Abs. 1 SGG), außer es stehen laufende oder wiederkehrende Leistungen über einen längeren Zeitraum als ein Jahr im Streit. Die Berufung ist stets statthaft, wenn der Streitgegenstand nicht bezifferbar ist, weil es sich beim Streitgegenstand nicht um eine Geld-, Sach- oder Dienstleistung handelt.
Das Sozialgericht muss die Berufung zulassen, wenn die Rechtssache grundsätzliche Bedeutung hat oder von einer obergerichtlichen Entscheidung abweicht (§ 144 Abs. 2 Nr. 1 und 2 SGG). Lässt das Sozialgericht die Berufung nicht zu, ist die Nichtzulassungsbeschwerde zum Landessozialgericht gegeben (§ 145 SGG).
Berufungsgericht ist in der Sozialgerichtsbarkeit das Landessozialgericht (LSG). Dort findet eine weitere vollständige Tatsacheninstanz statt. Gegen Urteile des LSG ist die Revision gegeben, wenn sie vom LSG oder vom Bundessozialgericht zugelassen wird. Das Revisionsgericht prüft von Amts wegen, ob der notwendige Streitwert für die zulassungsfreie Berufung vorliegt oder ob nicht bereits die Berufung unzulässig war, weil sie der Zulassung bedurft hätte; es ist insoweit nicht an die Feststellungen des Berufungsgerichts gebunden.

### Finanzsachen
In der Finanzgerichtsbarkeit ist lediglich die Revision zulässig, weil die Finanzgerichte nach der Finanzgerichtsordnung als obere Landesgerichte ausgestaltet sind, so dass das einzige Rechtsmittelgericht der Bundesfinanzhof ist. Eine Berufung gibt es nicht.

## Österreich

### Zivilsachen
In Zivilverfahren mit einem Streitwert von bis zu 15.000 Euro und in gesetzlich bestimmten Fällen (zum Beispiel in familienrechtlichen oder mietrechtlichen Angelegenheiten) ist das Bezirksgericht in erster Instanz zuständig. Eine Berufung geht an das übergeordnete Landesgericht, das durch einen Berufungssenat in zweiter Instanz entscheidet. In besonders wichtigen Fällen – in denen Rechtsfragen von grundsätzlicher Bedeutung zu lösen sind – ist gegen die Entscheidung der 2. Instanz mit der Revision ein weiteres Rechtsmittel an den Obersten Gerichtshof möglich.
In Fällen, in denen der Streitwert 15.000 Euro übersteigt und in einigen wenigen Rechtssachen (zum Beispiel in Wettbewerbsstreitigkeiten oder Urheberrechtsstreitigkeiten) entscheidet das Landesgericht in erster Instanz (entweder durch einen Einzelrichter oder einen Senat). Mit einer Berufung gegen das landesgerichtliche Urteil kann das Oberlandesgericht in zweiter Instanz befasst werden. In besonders wichtigen Fällen – in denen Rechtsfragen von grundsätzlicher Bedeutung zu lösen sind – ist mit der Revision ein Rechtszug an den Obersten Gerichtshof möglich.
Der Instanzenzug im Zivilverfahren kann daher dreistufig sein.

### Strafsachen
Das Bezirksgericht ist in erster Instanz für Strafverfahren wegen Vergehen zuständig, für die nur eine Geldstrafe oder eine Freiheitsstrafe bis maximal 1 Jahr angedroht ist (zum Beispiel fahrlässige Körperverletzung, einfacher Diebstahl). Gegen das bezirksgerichtliche Urteil ist eine Berufung wegen Schuld und/oder Strafe an das übergeordnete Landesgericht möglich, das durch einen aus drei Richtern bestehenden Senat entscheidet.
Der Einzelrichter am Landesgericht entscheidet in erster Instanz über alle Verbrechen und Vergehen, die mit einer Freiheitsstrafe von höchstens 5 Jahren bedroht sind (zum Beispiel falsche Zeugenaussage vor Gericht). Über die Berufung wegen Schuld und/oder Strafe gegen die Urteile des Landesgerichts erster Instanz entscheidet das übergeordnete Oberlandesgericht.
Für Strafverfahren wegen schwerer Verbrechen mit bis zu lebenslanger Freiheitsstrafe (zum Beispiel Raub, Mord, Vergewaltigung, Missbrauch der Amtsgewalt, Hochverrat) ist das Landesgericht als Schöffengericht bzw. Geschworenengericht in erster Instanz zuständig. Gegen seine Urteile ist eine Berufung gegen den Ausspruch über die Strafhöhe an das übergeordnete Oberlandesgericht möglich. Der Schuldspruch selbst kann nur mit einer
Nichtigkeitsbeschwerde bekämpft werden, über die der Oberste Gerichtshof (OGH) entscheidet. Wurde eine Nichtigkeitsbeschwerde erhoben und wird diese vom OGH nicht ohne mündliche Verhandlung zurückgewiesen, so entscheidet der OGH auch über die Berufung wegen der Strafe.
In Strafsachen ist der Instanzenzug zweistufig. Damit ist die Entscheidung der Berufungsinstanz nicht weiter anfechtbar.

### Verwaltungsrecht
Gegen Bescheide der österreichischen Verwaltungsbehörden ist in der Regel die Beschwerde beim zuständigen Verwaltungsgericht möglich. Die Berufung an eine übergeordnete Verwaltungsbehörde (administrativer Instanzenzug) ist nur in den Angelegenheiten des eigenen Wirkungsbereiches der Gemeinden vorgesehen. Das Allgemeine Verwaltungsverfahrensgesetz sieht eine Berufungsfrist von zwei Wochen vor, wobei in Abgabensachen und auch in einzelnen anderen Sachmaterien abweichende Fristen einzuhalten sind.
Vor dem Inkrafttreten der Verwaltungsgerichtsbarkeits-Novelle 2012 war der administrative Instanzenzug der Regelfall. Jeder Bescheid konnte durch Berufung bekämpft werden, bis der gesamte Instanzenzug durchlaufen („erschöpft“) war. Erst gegen den in oberster Instanz ergangenen Bescheid konnte beim Verwaltungsgerichtshof oder dem Verfassungsgerichtshof Beschwerde erhoben werden. Der administrative Instanzenzug war oftmals gesetzlich geregelt. Fehlte eine gesetzliche Regelung, so ging der administrative Instanzenzug den Weg der organisatorisch übergeordneten Behörden bis zur obersten Behörde, etwa in der unmittelbaren Bundesverwaltung bis zum zuständigen Bundesminister. Dieses Prinzip war im Bundes-Verfassungsgesetz nicht ausdrücklich geregelt. Nur für den Bereich der mittelbaren Bundesverwaltung kannte das Bundes-Verfassungsgesetz mit Art. 103 Abs. 4 eine ausdrückliche Regelung, die ursprünglich (vgl. Art. 103 Abs. 4 B-VG in der bis 31. Dezember 1974 geltenden Fassung) vorsah, dass der Instanzenzug über den Landeshauptmann bis zum zuständigen Bundesminister verläuft. Mit der Bundes-Verfassungsgesetznovelle 1974 wurde diese Bestimmung dahin geändert, dass Art. 103 Abs. 4 B-VG nun vorsah, dass der administrative Instanzenzug beim Landeshauptmann endete. Als Ausnahme dazu sah die Bestimmung für Fälle, in denen der Landeshauptmann erste Instanz war, vor, dass der administrative Instanzenzug weiterhin bis zum zuständigen Bundesminister ging. Die erwähnten Prinzipien lassen sich nicht auf Selbstverwaltungskörper übertragen. Dort gab es einen administrativen Instanzenzug nur, soweit dies durch Gesetz ausdrücklich vorgesehen war.

## Schweiz

### Bundesrecht

#### Strafprozessrecht
Art. 398 ff. der Schweizerischen Strafprozessordnung sehen die Möglichkeit der Berufung vor.

#### Zivilprozessrecht
Die Schweizer Zivilprozessordnung regelt das kantonale Verfahren. Auf Bundesebene ist das Bundesgericht die einzige Instanz, die in Zivilsachen (Art. 72 ff. BGG) Recht spricht; das Verfahren vor dem Bundesgericht ist im Bundesgerichtsgesetz geregelt. Die Zivilprozessordnung sieht vor (Art. 308 ff.), dass erstinstanzliche Urteile vor einer zweiten kantonalen Instanz – meistens Kantons-, Ober- oder Appellationsgericht genannt – angefochten werden kann. Die Berufung ist in den meisten Verfahren das primäre Rechtsmittel. Eine Berufung ist nicht möglich, wenn der Streitwert unter 10'000 Franken (Art. 308 Abs. 2 ZPO) liegt oder eine der Ausnahmen des Art. 309 vorliegt. In solchen Fällen kann unter Umständen auf eine Beschwerde zurückgegriffen werden.

#### Militärstrafprozess
Im eidgenössischen Militärstrafverfahren ist die Appellation gemäß Art. 172 Abs. 1 MStP zulässig gegen Urteile der Militärgerichte mit Ausnahme der Abwesenheitsurteile.
Die Legitimation zur Appellation kommt den Angeklagten, dem Geschädigten, dem Opfer und dem Auditor zu. Nicht legitimiert sind namentlich der Oberauditor oder der Kommandant, welcher die Untersuchung anbefohlen hat.
Eine Anschlussberufung ist im Militärstrafverfahren nicht vorgesehen.
Die Appellation wird vom zuständigen der drei Militärappellationsgerichte beurteilt.
Vor der Verhandlung – und noch einmal während der Verhandlung – erhalten die Parteien die Gelegenheit, Beweisanträge zu stellen. Im Gegensatz zum erstinstanzlichen Verfahren, in welchem das Unmittelbarkeitsprinzip herrscht, zirkulieren die Akten vor der Appellationsverhandlung unter den Richtern.
Die Anklage wird vom selben Auditor vertreten, der bereits erstinstanzlich tätig gewesen ist.
Die Appellationsverhandlung kann in der ganzen Schweiz stattfinden.
Das Appellationsurteil kann gegebenenfalls an das Militärkassationsgericht weitergezogen werden.

### Kantonales Recht
Seit das Prozessrecht nicht mehr durch kantonales, sondern durch eidgenössisches Recht geordnet wird (2011), wird die von den kantonalen Gerichten erster Instanz (siehe Bezirksgericht) an die kantonalen Gerichte zweiter Instanz (siehe Obergericht) führende Appellation durch Bundesrecht geregelt. Nach kantonalem Recht finden nach wie vor Appellationen an die Verwaltungsgerichte statt, wobei in formaler Hinsicht zu beachten ist, dass auf Ebene Kanton die Schweizer Verwaltungsjustiz eigentlich einstufig ist, d. h. die kantonalen Verwaltungsgerichte sind nur bedingt Appellationsgerichte, da die unteren Instanzen keine verwaltungsunabhängige Gerichte sind.